# شيما كلباسي
شيما كلباسي (بالفارسية: شيما كلباس) ولدت في طهران، إيران في 20 نوفمبر 1972، ونشأت في باكستان والدنمارك. وهي الشاعرة والكاتبه عن  قضايا الحركة النسائية، والحرب، واللاجئين وحقوق الإنسان، وحرية التعبير والمناضلة تناضل أجل العدالة الاجتماعية وحقوق المرأة، وحقوق الأقليات، وحقوق الطفل، وحقوق الإنسان وحقوق اللاجئين. تعيش في الولايات المتحدة.

## السيرة الذاتية
لها قصائدهاومقتطفاتها  الادبية، ترجمت  مايزيد عن 20 لغة. حيث  قامت  بالتدريس التطوعي والتدريس للأطفال اللاجئين من مدنية   البهائية الإيرانية، والأطفال المحرومين من باكستان، وأيضا  الأطفال الأكراد العراقيين في باكستان. كالباسي عملت لدى المفوضية العليا للاجئين ومركز للاجئين في باكستان  وفي الدنمارك.
وفي عام 2009 وأنها وقعت رسالة مفتوحة للاعتذار عنها إلى Iranian.com  مع 266 من الأكاديميين الإيرانين، الكتاب، الفنانين، الصحفيين حول «الاضطهاد من الطائفة البهائية» ' 

## الكتب
- «شعر المرأة الإيرانية» محرر، ريلكونتينت والنشر، [4] 2008
- «سبعة مدن الحب» ت[5] jشمل النساء الشعراء الإيرانية من العصور الوسطى إلى العصر الحديث، وجميع هذه القصائد وباللغتين الفارسية والإنكليزية المترجم، محرر،   الصاعد الآداب دار النشر، 2008
- صدى  في المنفى، [6] الصاعد الآداب دار النشر 2006
- سنسغار  الرجم، سندباد النشر، 2005

## السيرة سينمائية
|        | التاريخ | الفليم                                       |
| وثائقى | 2013    | نساء في الخط النساء في الخط الأمامي          |
| شعر    | 2013    | يمين البهبهاني سيمين البهبهاني – لطريق الحلم |
| شعر    | 2013    | بانا بانافشيه ح بانافشيه حجازي-خيبة أمل      |
| شعر    | 2013    | سوهل ولب _وغنتها للعالم                      |
| شعر    | 2013    | فررازنة غامى للحديقة                         |

## الجوائز
- جائزة حقوق الإنسان والإدراك، ومركز للاجئين، ومفوضية شؤون اللاجئين، إسلام أباد، باكستان
- حزب الله، من صدى في المنفى، قصيدة أفضل، هارفست الدولي.
- الركاب، والمرتبة الثالثة، جيرسييووركس.

الترشيحات
- صدى في المنفى، جمع، مكتبة السنوية من فيرجينيا جائزة أدبية، 2008.
- صدى في المنفى، جائزة التسوق، 2008.
- سبع مدن الحب، جائزة القلم للشعر في الترجمة[6] 2008.
- سبع مدن الحب، جائزة وولف أنيسفييلد للكتاب، 2008.

## وصلات خارجية
- الموقع الرسمي
- The Clarion Interview
- Tehelka Interview
- The Diplomat Interview
- Take Part Interview نسخة محفوظة 15 أبريل 2012 على موقع واي باك مشين.
- Sheema Kalbasi, منظمة أيكورن
- The Other Voices International Project